# Indodalzellia
Indodalzellia, monotipski biljni rod iz porodice Podostemaceae, dio reda malpigijolike. Jedina vrsta je I. gracilis. Rod i vrsta opisani su 2009.

## Vanjske povreznice
- PubMed Developmental morphology of flattened shoots in Dalzellia ubonensis and Indodalzellia gracilis ...
- Developmental anatomy of seedling of Indodalzellia gracilis (Podostemaceae)